# Gouvernement Houphouët-Boigny I
Pour les articles homonymes, voir Gouvernement Houphouët-Boigny.
Première République
Houphouët-Boigny du 30 avril 1959 Houphouët-Boigny II
Le gouvernement Houphouët-Boigny 1 du 3 janvier 1961 est le premier de la Première République après l'indépendance du 7 août 1960. Il fut composé de 15 membres, tous membres du PDCI-RDA

## Composition
- Président de la République : Félix Houphouët-Boigny
- Ministres des Affaires étrangères : Félix Houphouët-Boigny

### Ministre d'État
- Auguste Denise

### Ministres
- Garde des Sceaux, ministre de la Justice : Alphonse Boni
- Finances, Affaires économiques et Plan : Raphaël Saller
- Intérieur : Germain Coffi Gadeau
- Éducation nationale : Joachim Boni ou Joachim Bony
- Défense : Jean Konan Banny
- Travaux publics, Transports, Postes et Télécommunications : Alcide Kacou
- Agriculture de la Coopération : Charles Donwahi
- Travail et Affaires sociales : Camille Gris
- Santé publique et Population : Amadou Koné
- Fonction publique et Information : Mathieu Ekra
- Élevage : Tidiane Dem
- Construction et Urbanisme : Kacou Aoulou
- Relations avec le Conseil de l’Entente : Loua Diomandé